# فرناندو يورينتي
فرناندو يورنتي توريس (بالإسبانية: Fernando Llorente)، من مواليد 26 فبراير 1985 في بامبلونا في إسبانيا، لاعب كرة قدم دولي إسباني.
بدأ مسيرته الكروية في عام 2005 مع نادي أتلتيك بيلباو، ولعب في نادي يوفينتوس . فرناندو لاعب يمتاز بطول القامة وبقوّة البنية الجسـديّة مما أهلّه لأن يكون أكثر المهاجمين خطورةً بالضربات الرأسـيّة، إذ أن أكثر من نصف أهدافه مع النادي أو مع المنتخب هي بالرأس. فرناندو هو الوريث لإسماعيل أورزايز في النادي وفي المنتخب نظراً لتمتعه بالصفات ذاتها
انتقل حديثا لدوري الإيطالي مع اليوفنتوس عام 2013 وقد تمت اعارته إلى نادي اشبيلية الأسباني وحقق بطوله الدوري الأوروبي موسم 2016 مع نادي اشبيلية وبعد ذلك غادر النادي الأندلسي وانتقل لخوض تجربه مع نادي سوانزي سيتي في الدوري الإنجليزي الممتاز وانتقل في عام 2019 إلى نادي نابولي
في صيف 2017 و قبل نهاية الميركاتو نجح نادي توتنهام الإنجليزي في ضم المهاجم الإسباني فرناندو لورينتي، من نظيره سوانزي سيتي بعقد لمدة عامين في صفقة كلفت خزينة السبيرز 15 مليون إسترليني.

## روابط خارجية
- فرناندو يورينتي على موقع الاتحاد الدولي (مؤرشف)  (الإنجليزية)
- فرناندو يورينتي على موقع الاتحاد الأوربي (الإنجليزية)
- فرناندو يورينتي على موقع قاعدة بيانات كرة القدم.إي يو (الإنجليزية)
- فرناندو يورينتي على موقع ناشيونال فوتبول تيمز (الإنجليزية)
- فرناندو يورينتي على موقع Soccerbase.com (لاعب) (الإنجليزية)
- فرناندو يورينتي على موقع Soccerway.com (الإنجليزية)
- فرناندو يورينتي على موقع عالم كرة القدم.نت (الإنجليزية)
- فرناندو يورينتي على موقع كووورة
- فرناندو يورينتي على موقع AS.com (الإسبانية)